# La llave en el desván
La llave en el desván es una obra de teatro de Alejandro Casona, que data de 1951 y estrenada en España en 1967.

## Argumento
Mario es un científico que se ha quedado en la más absoluta ruina, ya que le han robado la fórmula de su descubrimiento. Además, aún no ha sido capaz de superar la muerte de sus padres, a pesar de que él era un niño cuando ocurrió. Y, por si esto fuera poco, todas las noches sufre unas extrañas y diabólicas pesadillas, en las que se ve asesinando brutalmente a su mujer. Esta por su parte decide huir con Alfredo, su amante, quien no es otro que el ladrón de la fórmula de Mario. Los amigos de Mario, Gabriel y Laura, tratan de ayudarle. Finalmente, Gabriel conseguirá descifrar los pesadillas de Mario y descubre que el padre de Mario había asesinado a su mujer al descubrir que le era infiel, para acabar suicidándose después. Mario, siguiendo el ejemplo de su padre, asesina a su mujer, pero en vez de suicidarse él después, acaba también con la vida del amante de esta.

## Estreno
- Teatro Lara, Madrid, 13 de enero de 1967.
  - Dirección: Cayetano Luca de Tena.
  - Escenografía: Emilio Burgos.
  - Intérpretes: Ana María Vidal, Irene Daina sustituida por Marisol Ayuso, Carlos Casaravilla, Julio Nuñez.
- Teatro Barcelona, Barcelona, 6 de octubre de 1967.
  - Dirección: Cayetano Luca de Tena.
  - Escenografía: Emilio Burgos.
  - Intérpretes: Julio Nuñez, Carlos Casaravilla, María Francés, Ricardo Garrido, Marisol Ayuso, Clara Suñer, Luis Vilar.